# Lawrence County (Illinois)
Lawrence County is een county in de Amerikaanse staat Illinois.
De county heeft een landoppervlakte van 963 km² en telt 15.452 inwoners (volkstelling 2000). De hoofdplaats is Lawrenceville.

## Bevolkingsontwikkeling

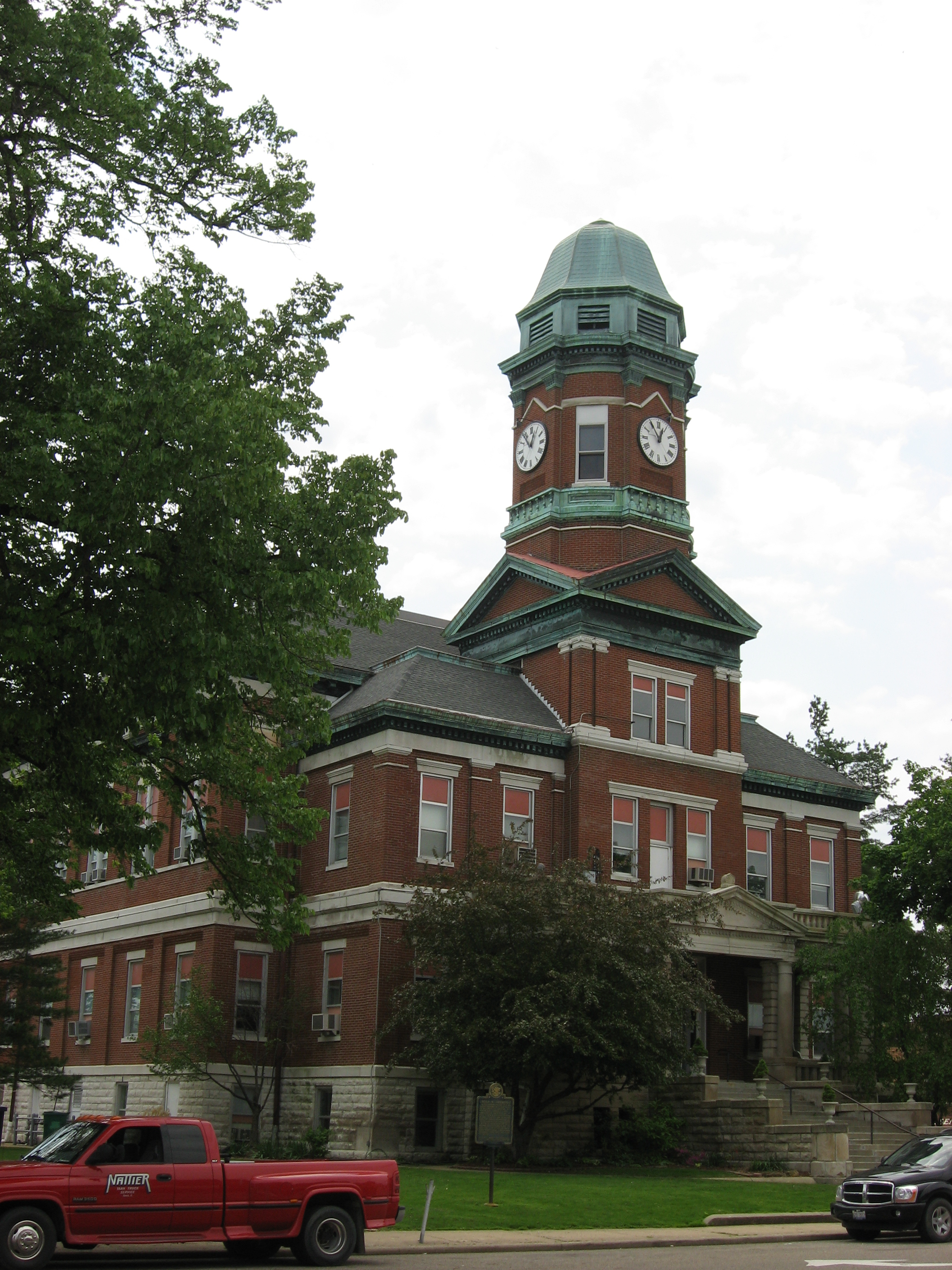
Lawrence County Courthouse